# Matijevac
Matijevac (Servisch: Матијевац) is een plaats in de Servische gemeente Vladimirci. De plaats telt 750 inwoners (2002).